# Maciste imperatore
Maciste imperatore è un film del 1924 diretto da Guido Brignone.

## Trama
Nel regno di Sardegna, il reggente Stanos utilizza vari intrighi di deporre il legittimo erede al trono, principe Ortis. Maciste e il suo compagno Saetta sono gettati a caso in questo regno travagliato e Maciste finisce per essere dichiarato imperatore al posto dell'idiota messo lì dal reggente.